# Fesa tricolor
Genre
Espèce
Fesa tricolor, unique représentant du genre Fesa, est une espèce d'opilions eupnois de la famille des Sclerosomatidae.

## Distribution
Cette espèce est endémique de Jamaïque.

## Publication originale
- Roewer, 1953 : « Neotropische Gagrellinae (Opiliones, Arachnidae). (Weitere Weberknechte XVII). » Mitteilungen aus dem Zoologischen Museum in Berlin, vol. 29, no 1, p. 180–265.